# Idiocera ampullifera
Idiocera ampullifera là một loài ruồi trong họ Limoniidae. Chúng phân bố ở miền Cổ bắc.